# Costa d'en Blanes
Costa d'en Blanes es una zona residencial en el municipio de Calviá, en la isla de Mallorca, España. Se divide en dos zonas, la urbanización en la sierra de Na Burguesa y la otra al lado de la costa. Está situada entre Portals Nous, Puerto Portals y Palma Nova. La zona costera posee una playa y una de las principales actracciones turísticas del municipio, uno de los delfinarios de la franquicia estadounidense Marineland.